# Комодо
Комодо (на индонезийски: Pulau Komodo) е остров в състава Малките Зондски острови, принадлежащ на Индонезия, с площ 390 km² и население около 2000 души (2006 г.). Остров Комодо е разположен между два по-големи съседа – Сумбава на запад и Флорес на изток. Преобладават хълмовете и ниските планини с максимална височина до 823 m. Зает е от тревиста и храстова растителност.
Жителите на острова са потомци на бивши каторжници изпратени там. По-късно те се смесили с представители на племената буги от остров Сулавеси. Населението изповядва предимно ислям, но има и християни и индуисти. За първи път островът е изследван през 1910 от холандския офицер Ван Стейн ван Хенсбрук, а преди това е посещаван от португалски и японски моряци. 
Островът е част от Националния парк Комодо. Най-известният вид, обитаващ парка и острова, е комодският варан. Крайбрежните райони са популярно място за подводен спорт. Много туристи идват тук от остров Бали, за да видят уникалната флора и фауна на Комодо.